# 京急川崎站

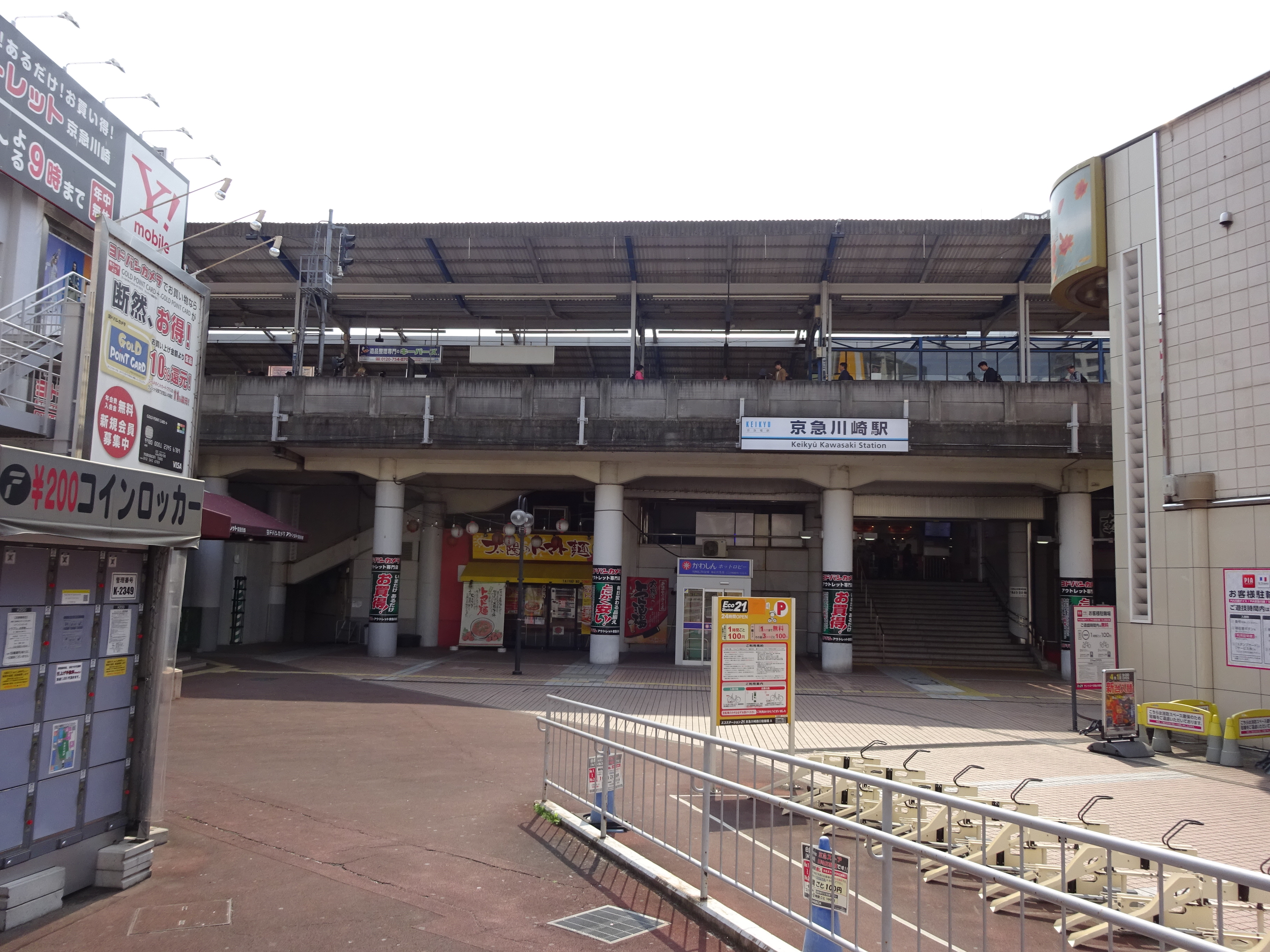
西口(2019年4月)

京急川崎站（日语：／ Keikyū-kawasaki eki */?）是位於日本神奈川縣川崎市川崎區砂子，屬於京濱急行電鐵的鐵路車站。車站編號是KK20。

## 年表
- 1902年（明治35年）9月1日 - 車站啟用。
- 1925年（大正14年）11月1日 - 為避免與日本國鐵川崎站混淆，車站改稱京濱川崎站。
- 1966年（昭和62年）12月10日 - 為配合本線高架化，大師線開始使用新設之月台。
- 1987年（昭和62年）6月1日 - 車站改稱京急川崎站[2]。
- 1999年（平成11年）7月31日 - 京急線改點。京成線與都營淺草線的直通急行全改往羽田機場，取消本站起訖班次。廢除京急蒲田以南往橫濱方向至新逗子的急行班次，並取消京成電鐵、北總開發鐵道（現北總鐵道）運用車。做為替代，增發普通班次。
- 2002年（平成14年）10月12日 - 白天時段橫濱方向 - 羽田機場開始直通運轉，品川方向快特與羽田機場方向特急這此進行解聯、並聯。另外，改良品川方向的拖上線，可直接進入下行本線。
- 2008年（平成20年）12月20日 - 本線導入車站音樂。
- 2010年（平成22年）5月16日 - 改點，成為新設的機場急行停靠站。
- 2020年（令和2年）
  - 4月25日 - 4・5號月台開始使用月台閘門[3]。
  - 6月25日 - 6・7號月台開始使用月台閘門[4]。

## 車站結構
本站為二層構造，1樓是驗票口與大師線月台，2樓則是京急本線月台。大師線為2面2線的港灣式月台，月台分為1號至3號線。2號與3號線使用同一線路，其中2號線為下車專用月台。平時僅使用3號線。月台已導入車站自動廣播系統。但在正月首三日川崎大師參拜期間，為提升乘客便利性，除了使用1號線，還會將3號線作為下車專用月台，2號線作為乘車專用月台。此時2號線月台的「下車專用月台」看板會換成「乘車專用月台」。
本線為高架的島式月台2面4線構造，月台編號接在大師線之後，為4號至7號線。由於普通電車會在此與部分機場急行做優等列車的緩急接續與「京急翼號」（平日夜間下行班次）的通過待避，因此5號與6號線主要由「京急翼號」、快特、特急、不待避的機場急行使用，而4號與7號線主要由普通列車與待避的機場急行使用。不待避的普通列車使用本線的5號與6號線月台。此外，部分快特與特急會停靠4號線進行解並聯。月台未導入自動廣播，皆由站員執行廣播工作。
由於下一站神奈川新町月台的有效長度僅可停靠8輛編組，因此以12輛編組運行的下行線特急列車在本站會將後四輛以不載客回送的形式至神奈川新町解聯。部分列車則在本站將後4輛解聯，改為普通列車行駛。
京急為了每年配合1月3日箱根驛傳縮短機場線第一京濱平交道遮斷時間而修改時刻表，橫濱方向來往羽田機場列車皆改至品川起訖，品川方向來往羽田機場列車改至本站起訖。2012年10月21日高架化工程完成後，2013年起恢復普通排班。
大師線與本線之間沒有側線，因此沒有定期往來班次，但有新年終夜營運、車輛點檢回送新町檢車區、本線留置線列車出庫等臨時列車。月台上的列車資訊顯示器，本線為翻轉式，大師線則為LED式。大師線的顯示器不顯示目的地，僅顯示後3班列車的發車時刻。兩種顯示器皆不顯示終停京急川崎的班次資訊。

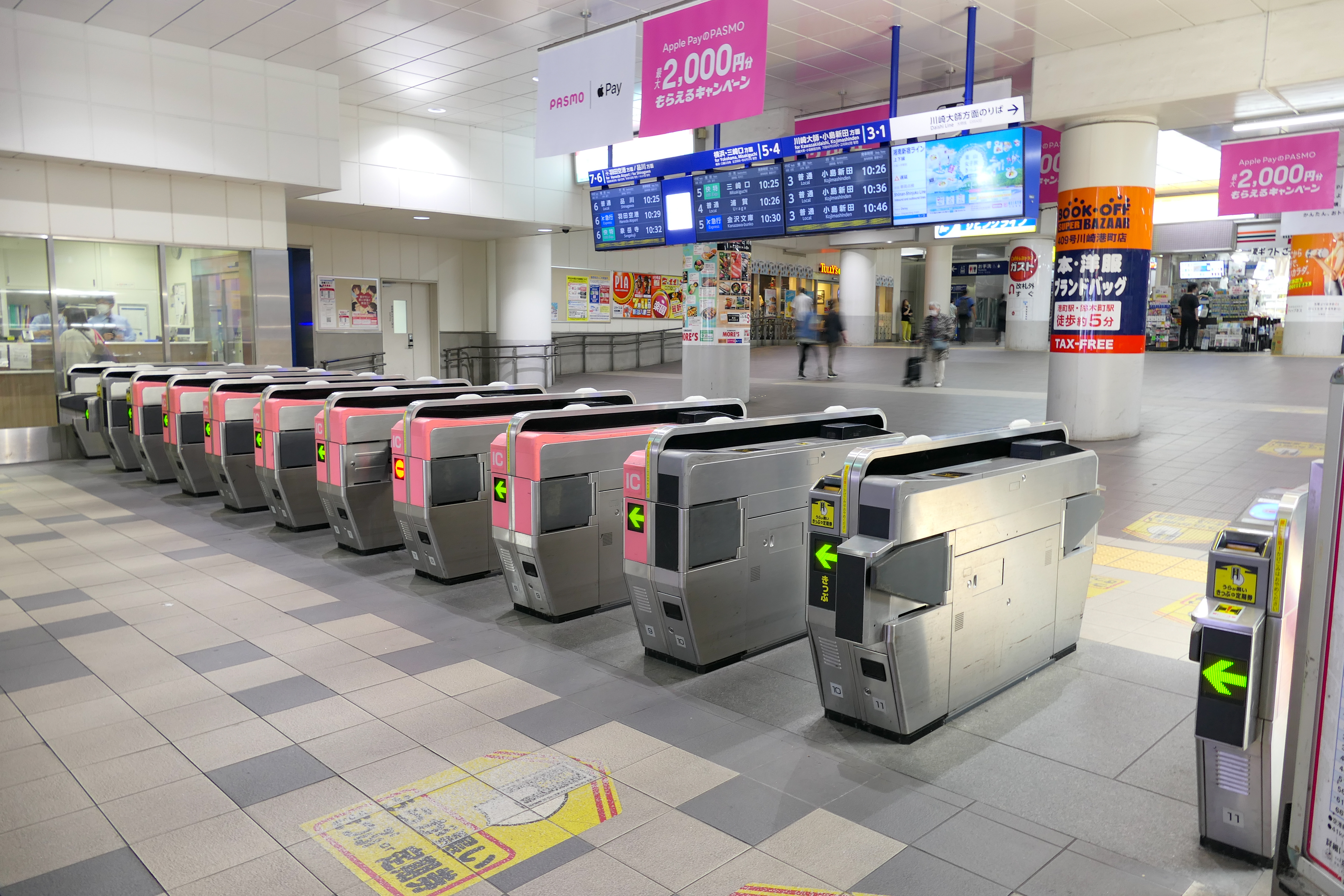
驗票閘口 (2023年7月)
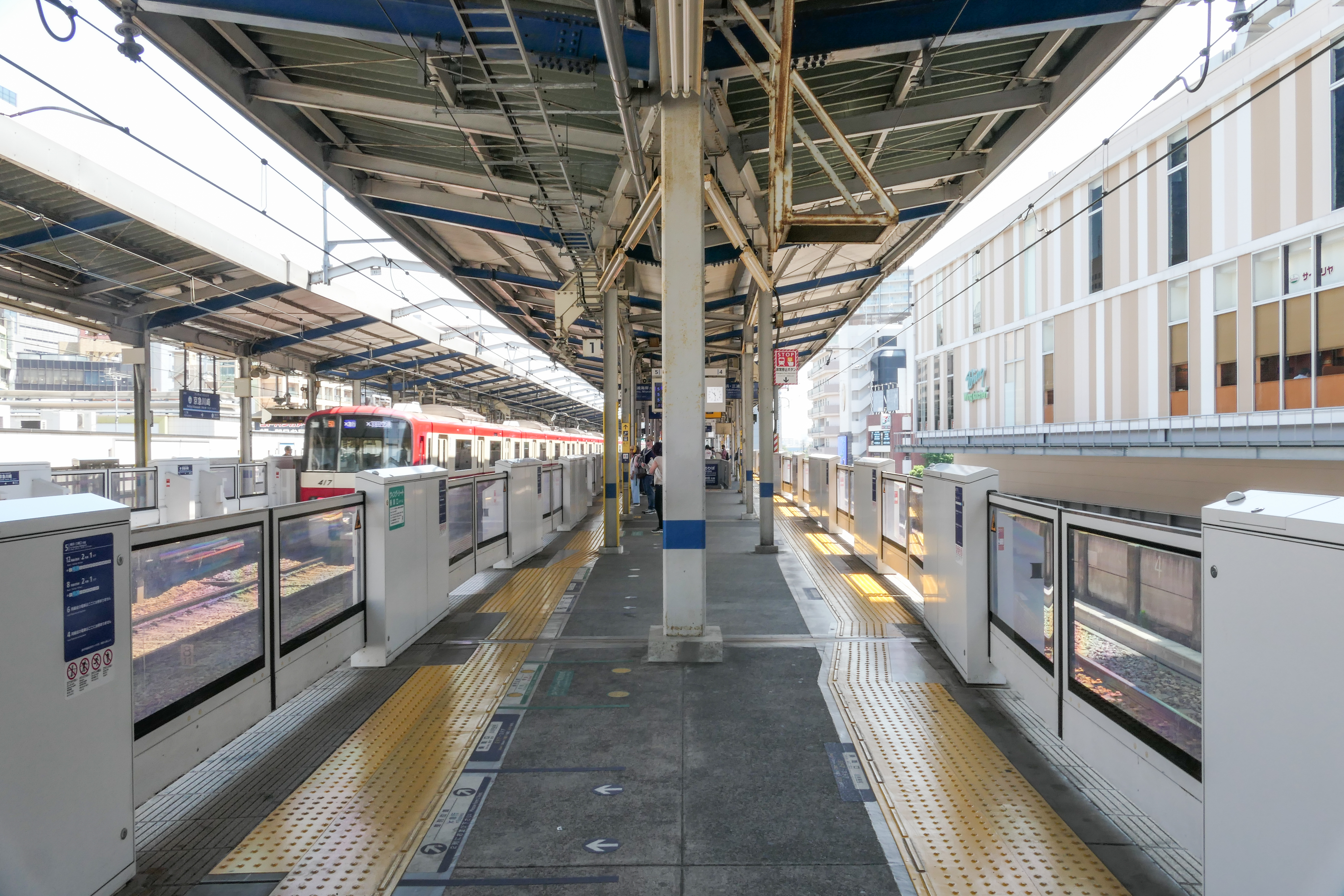
京急本線4號與5號月台（2023年7月）
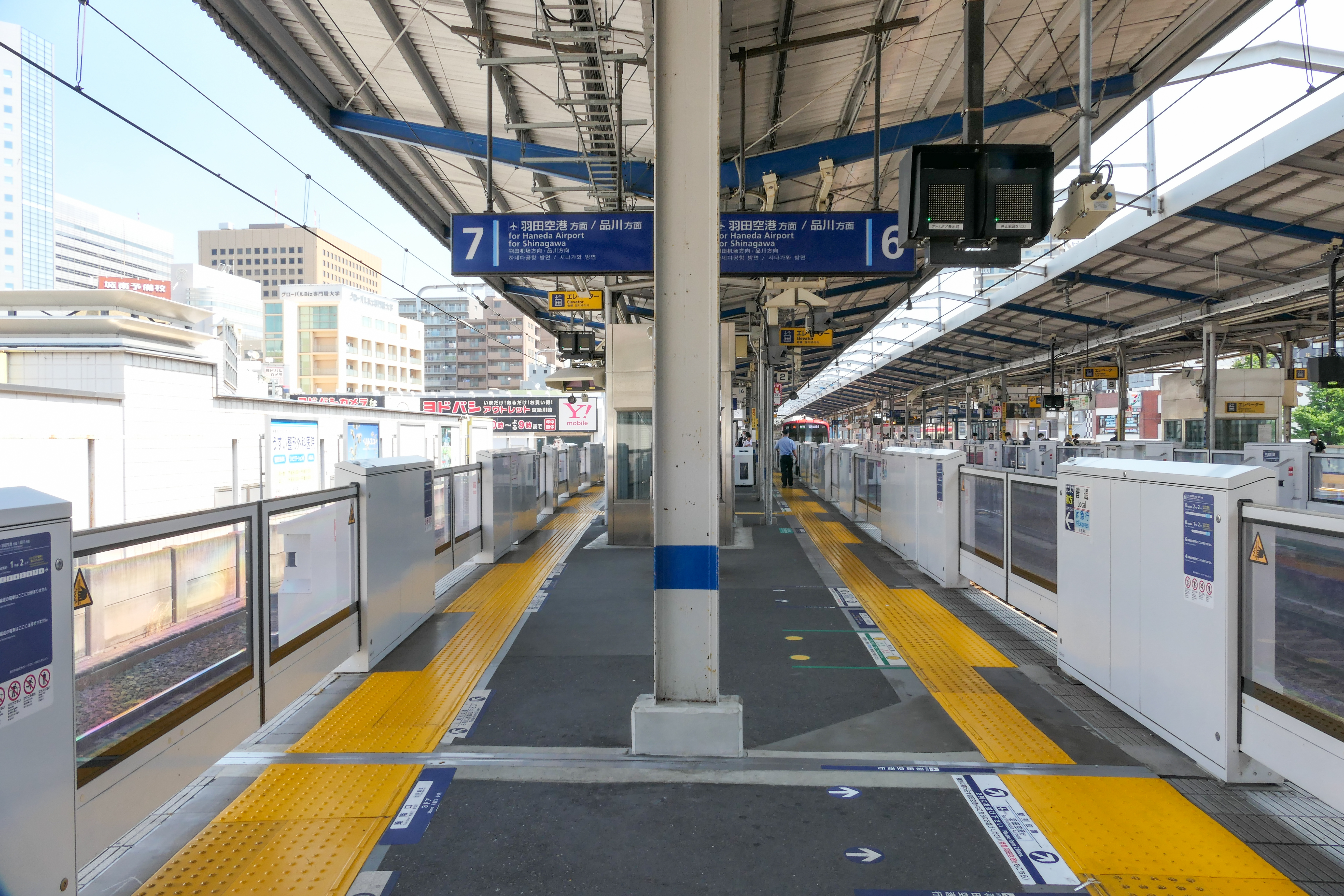
京急本線6號與7號月台（2023年7月）
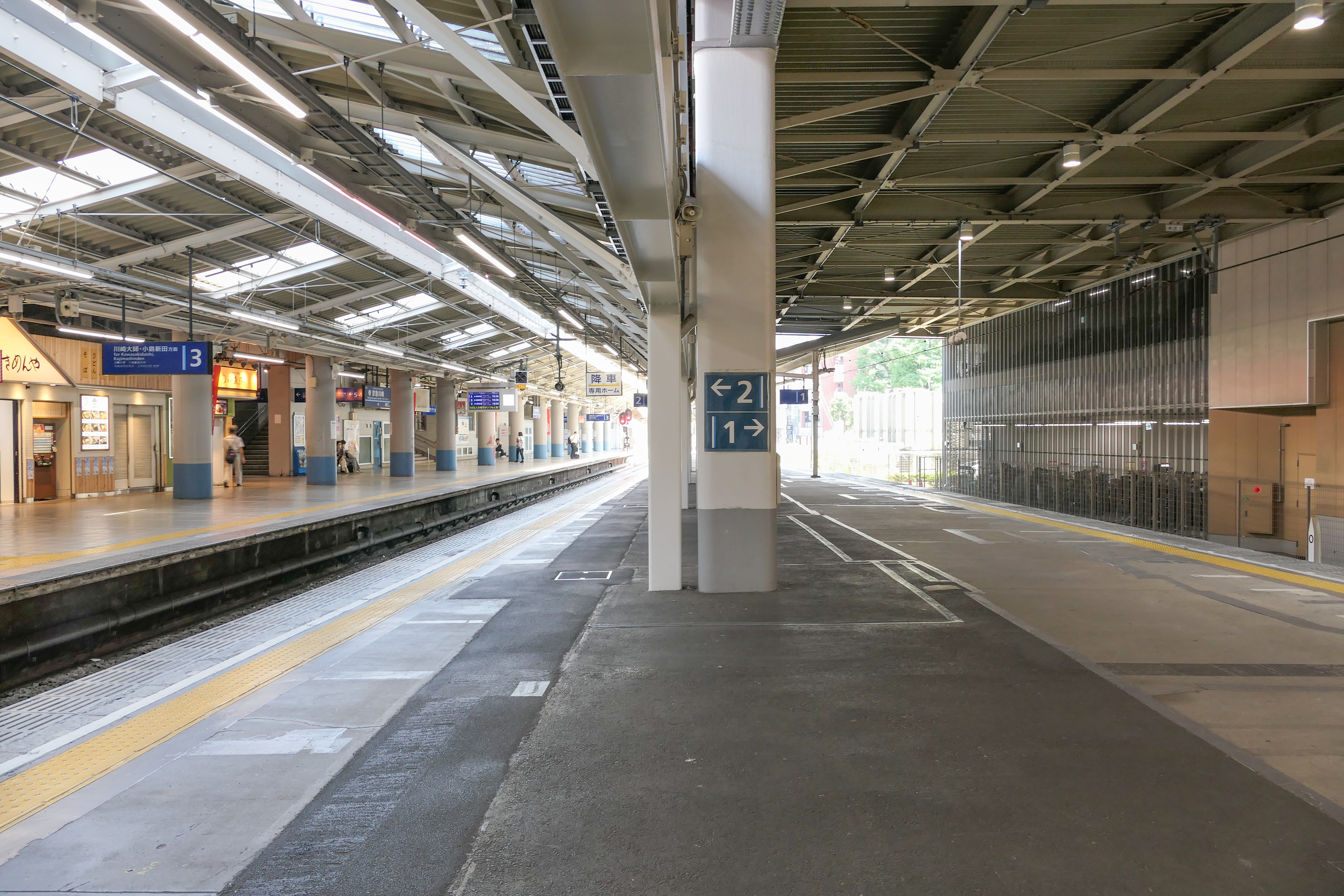
大師線1號與2號月台（2023年7月）
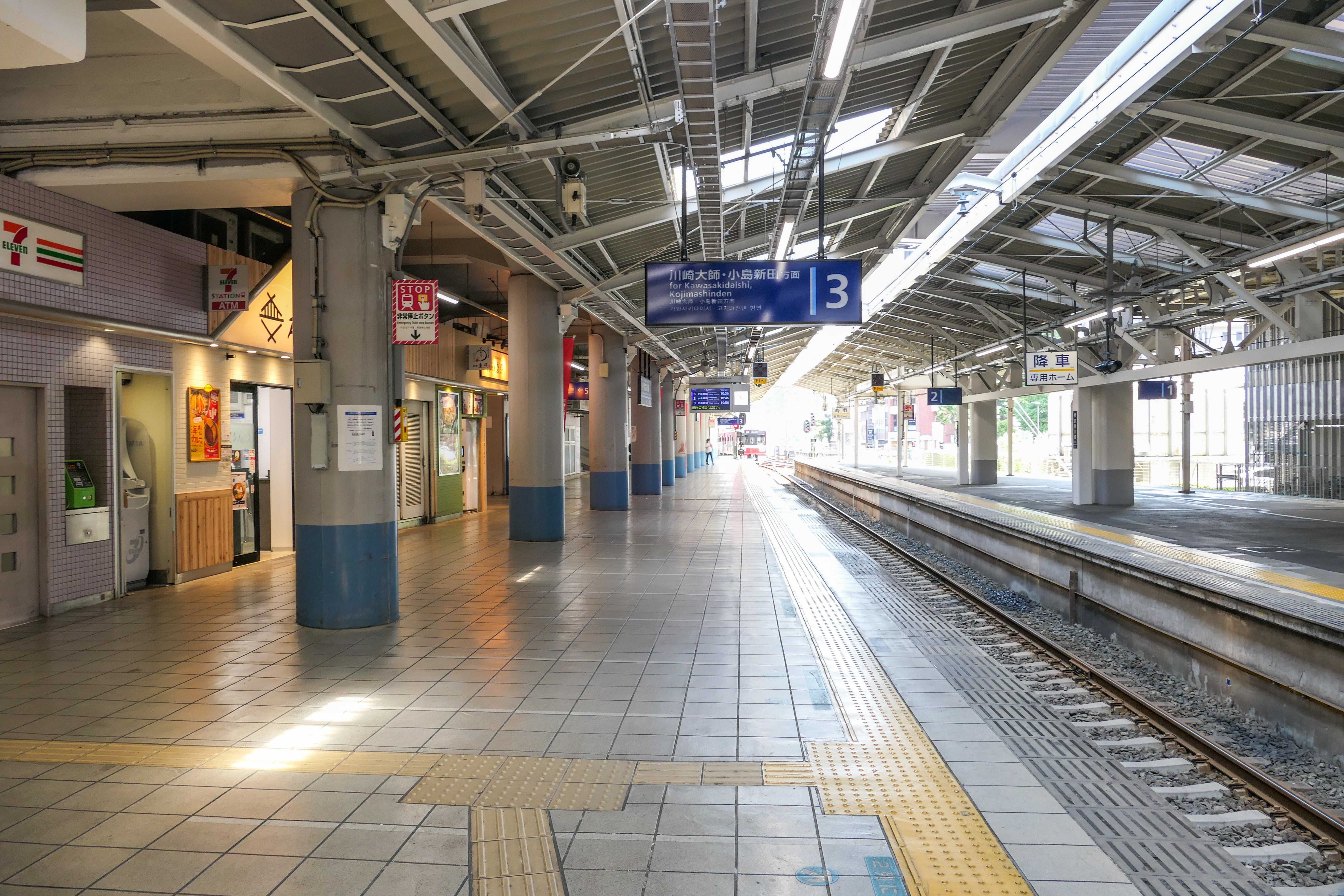
大師線3號月台（2023年7月）
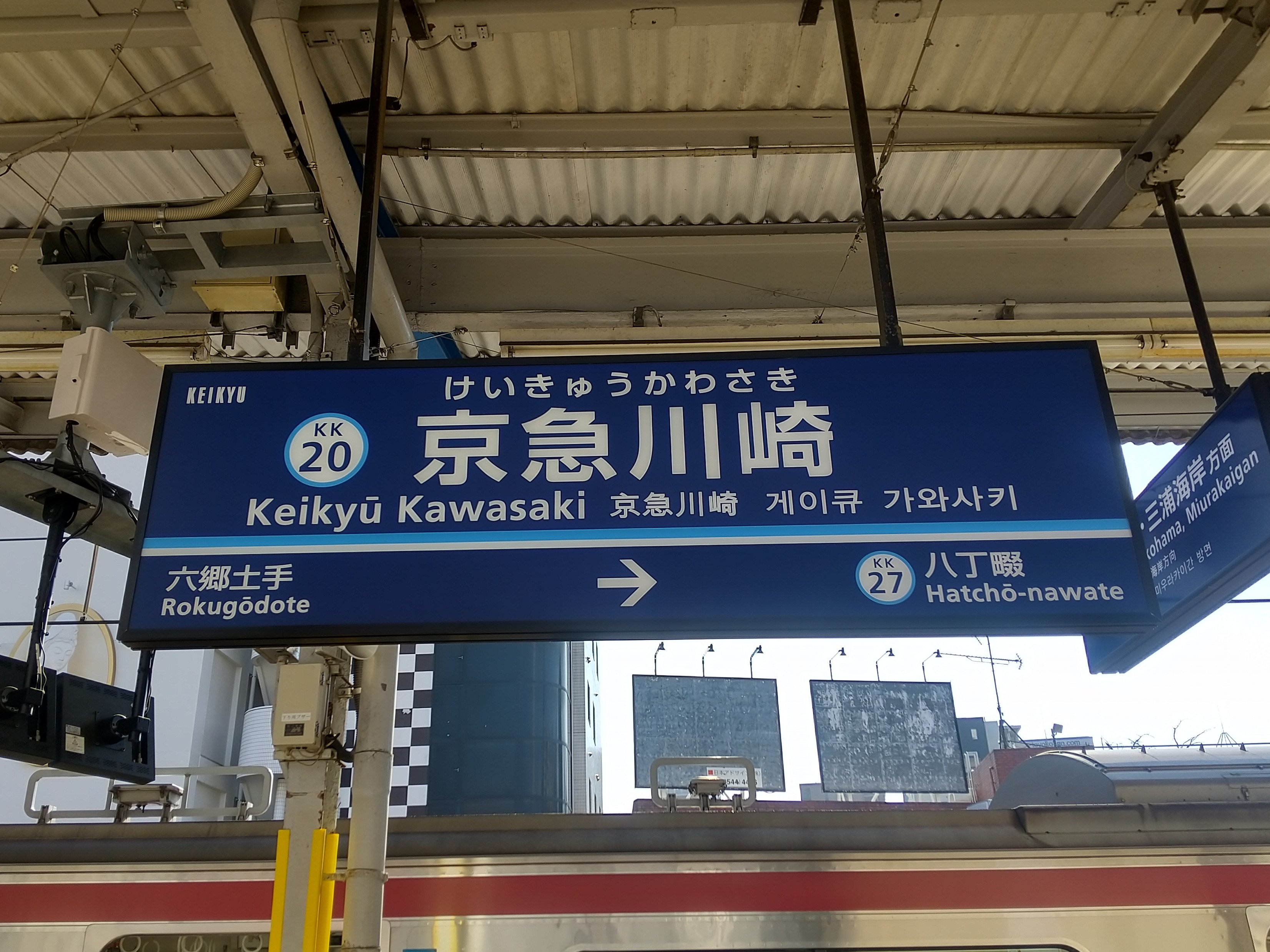
京急本線下行站名標示（2021年2月）
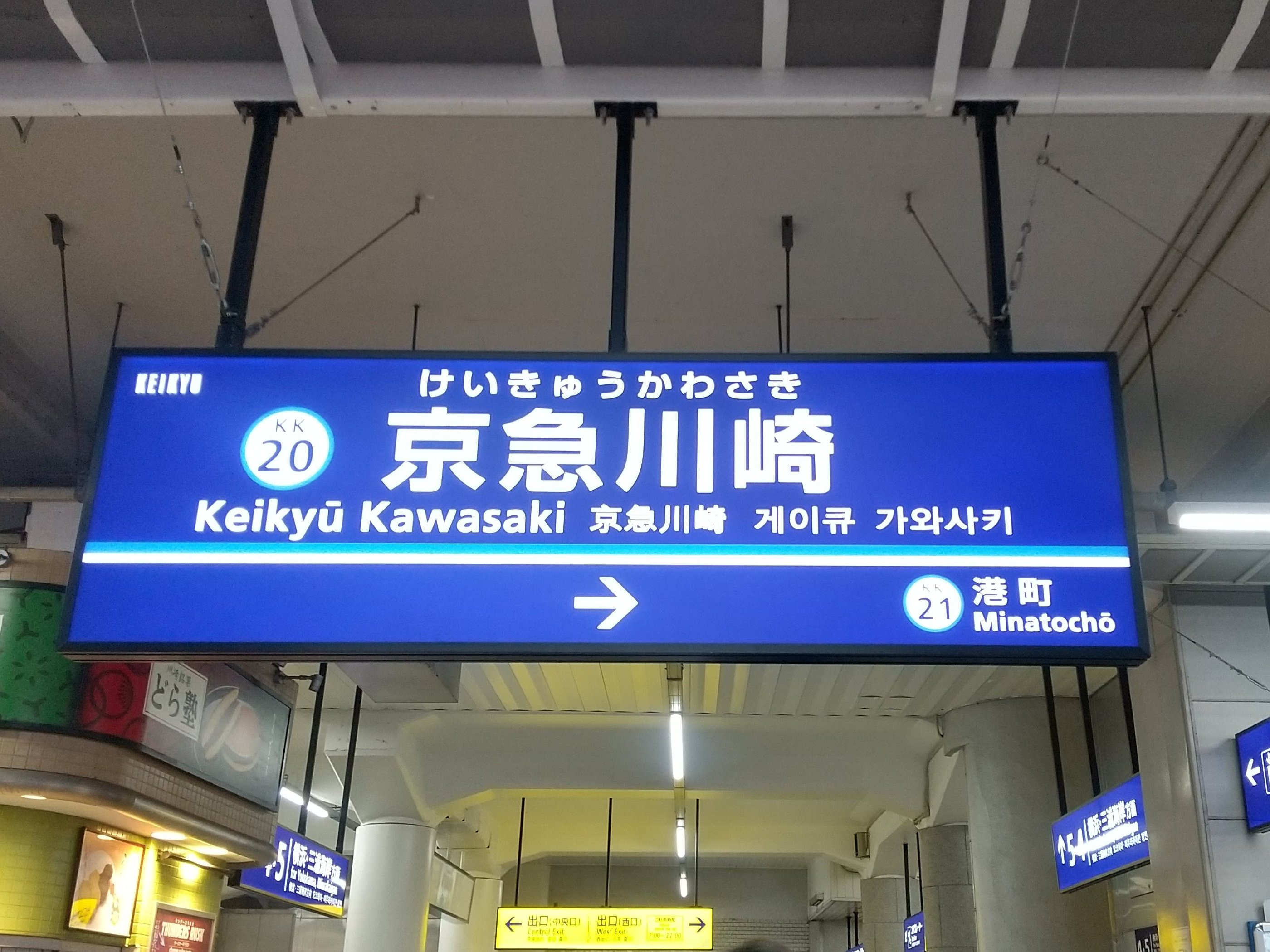
大師線站名標示（2021年2月）

### 月台配置
| 月台  | 路線   | 方向 | 目的地                                       |
| ----- | ------ | ---- | -------------------------------------------- |
| 1 - 3 | 大師線 | -    | 川崎大師、小島新田方向                       |
| 4、5  | 本線   | 下行 | 橫濱、上大岡、浦賀、三浦海岸方向             |
| 6、7  | 本線   | 上行 | 京急蒲田、羽田機場、品川、淺草、成田機場方向 |

### 進站音樂
2008年12月20日起，本站採用川崎市出身的坂本九代表曲 《昂首向前走》作為進站音樂。同時變更通過列車接近時的警告音音程。另外，《昂首向前走》僅用於本線，大師線月台使用的是《蘭德勒》。

### 解聯、並聯
京急連結羽田機場總站以前，本站是都營淺草線直通急行的終點站。2010年5月15日以前，本站也是羽田機場快特與品川、泉岳寺起訖班次及都營淺草線直通快特的解並聯實施站。
品川方向的上下線之間有1條拖上線，本站始發的普通班次與羽田機場發往浦賀、逗子·葉山四輛編組列車並聯時的待避使用。羽田機場起訖的4輛編組特急列車編號都以「D」結尾。該拖上線過去也作為都營線直通急行的折返線。由於京急蒲田站在構造上無法往品川方向折返，因此現在品川 - 京急蒲田站間的區間列車會使用本站的此線進行折返。另外，品川方向多摩川鐵橋上設有折返用的橫渡線。

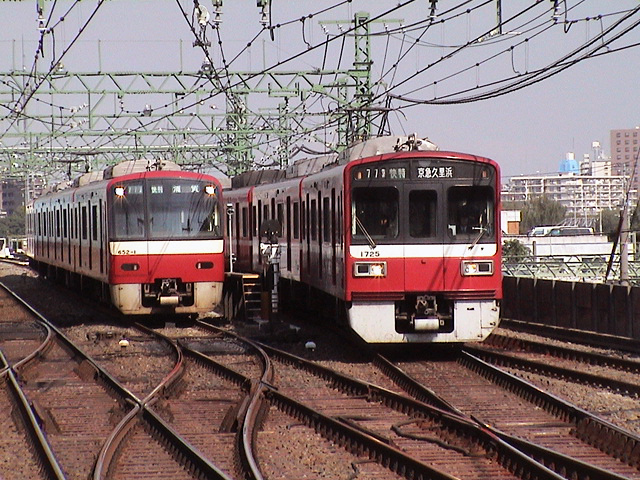
拖上線的羽田機場始發列車與超車的快特

下行線並聯時，首先由羽田機場始發4輛編組列車從京急蒲田發車，進入本站拖上線後，後續的快特（8輛編組）進入本站再進行後4輛並聯。並聯後的車輛從本站至金澤文庫間將以12輛編組運形，同時原在羽田機場至本站間的特急種別改為快特。
相反地，上行線金澤文庫並聯12輛快特的後4輛在本站解聯，原前8輛作為快特先行發車，後4輛則改成往羽田機場的特急列車。另外，由於等待並聯的D特急會進入拖上線，使得來自橫濱方向的本站終停電車無法駛入該線，因此會先行駛至品川方向的上行線本線多摩川鐵橋上，利用橫渡線折返入站。利用拖上線折返時進入的是5號線，而利用上行本線折返時進入的是4號線。

## 使用情況
2015年度1日平均上下車人次為122,931人，位居京濱急行電鐵全體的第5位。
近年1日平均上下、上車人次如下表。
| 年度               | 1日平均 上下車人次 | 1日平均 上車人次 |
| ------------------ | ------------------ | ---------------- |
| 1995年（平成07年） |                    | 58,666           |
| 1996年（平成08年） |                    | 55,486           |
| 1997年（平成09年） |                    | 54,067           |
| 1998年（平成10年） |                    | 57,149           |
| 1999年（平成11年） |                    | 54,428           |
| 2000年（平成12年） |                    | 52,445           |
| 2001年（平成13年） |                    | 52,846           |
| 2002年（平成14年） | 104,267            | 52,504           |
| 2003年（平成15年） | 106,264            | 52,841           |
| 2004年（平成16年） | 106,691            | 53,690           |
| 2005年（平成17年） | 108,019            | 54,018           |
| 2006年（平成18年） | 111,983            | 55,658           |
| 2007年（平成19年） | 115,323            | 57,456           |
| 2008年（平成20年） | 117,282            | 58,548           |
| 2009年（平成21年） | 116,073            | 58,286           |
| 2010年（平成22年） | 115,036            | 58,074           |
| 2011年（平成23年） | 113,634            | 56,725           |
| 2012年（平成24年） | 114,311            | 57,028           |
| 2013年（平成25年） | 118,034            | 57,970           |
| 2014年（平成26年） | 120,030            | 59,560           |
| 2015年（平成27年） | 122,931            |                  |

## 車站周邊
本站與川崎站之間以及往市役所方向為商業地區。西口周邊有小型的歡樂街，東側則有京急的大型停車場與變電所。
本站距離東日本旅客鐵道（JR東日本）川崎站約200公尺。從中央口經由地面或地下通道（川崎Azalea）步行至川崎站東口約5至6分鐘，川崎西口步行至川崎站西口約8至9分鐘。京急線月台至JR線月台約10分鐘左右。
雖然在步行距離內，但川崎站非正式的轉乘站，不發售兩站的聯絡乘車券。例如，從羽田機場購入往南武線矢向的連絡乘車券時，轉乘站為品川、橫濱、八丁畷。本站無法使用該連絡乘車券。然而，本站與川崎站轉乘的連絡定期券已於2008年3月15日起發售。
2000年代起，車站周邊開始進行再開發。舊小美屋舊址改建為東急手創館、TOHO CINEMAS、TSUTAYA等進駐的專門店大樓川崎DICE、舊CINECITTA川崎改建為複合商業設施LA CITTADELLA，商業地區蓬勃發展。
另外，由於京急高架線通過川崎站東口巴士總站東南側，因此配合東口站前廣場整備，2009年起開始整備高架下巴士總站空間，2012年將車道改為行人空間。京急Store也遷入高架下。
之後，大師線月台上方的人工地盤也改建為車站大樓。2016年4月27日，由購物中心「Wing」、飯店京急EX INN、保育所等組成的京急川崎站前大樓正式開幕。

### 中央口
- Azalea（川崎地下街）（日语：川崎アゼリア）
- 川崎DICE（日语：川崎DICE）
  - 東急手創館川崎店
  - AOI書店（日语：あおい書店）川崎站前店
  - TSUTAYA川崎站前店
  - UNIQLO川崎DICE店
  - TOHO CINEMAS（日语：TOHOシネマズ）川崎
- 岡田屋MORE'S（日语：横浜岡田屋）川崎店
  - BOOKOFF SUPER BAZAAR（日语：ブックオフコーポレーション）MORE'S川崎店
- 京急Store（日语：京急ストア）京急川崎店（高架下）
- 川崎銀柳街（日语：銀柳街）
- 川崎站東口巴士總站

### 西口
- 京急川崎友都八喜奥特莱斯折扣店
- 城南預備校（日语：城南予備校）川崎校
- 東橫INN京濱急行川崎站前
- 東芝Micro Electronics半導體系統技術中心分室
- KANTO駕駛學校川崎校

## 未來計畫
- 以川崎市為主體的川崎縱貫高速鐵道研擬從本站延伸直通大師線。但由於仍有許多仍待解決的問題，川崎市在2013年將川崎縱貫高速鐵道改為中長期（20年內）執行（事業化）事業，關閉高速鐵道事業預算[12][13]。

## 相鄰車站
京濱急行電鐵
 本線
□早晨翼號、□京急翼號
通過
■快特・■快特（金澤文庫站以南為特急）
京急蒲田（KK11）－京急川崎（KK20）－橫濱（KK37）
■特急
京急蒲田（KK11）－京急川崎（KK20）－神奈川新町（KK34）
■機場急行
京急蒲田（KK11）－京急川崎（KK20）－京急鶴見（KK29）
■普通
六鄉土手（KK19）－京急川崎（KK20）－八丁畷（KK27）
 大師線
京急川崎（KK20）－港町（KK21）

## 外部連結
- 京急川崎站（各站資訊） - 京濱急行電鐵